# Temperatura di transizione vetrosa

Variazione del volume specifico con la temperatura per un materiale amorfo, semicristallino e cristallino. Sono indicate la temperatura di fusione (Tm e Tm') e la temperatura di transizione vetrosa (Tg).

Temperatura di transizione vetrosa in un diagramma modulo elastico-temperatura.

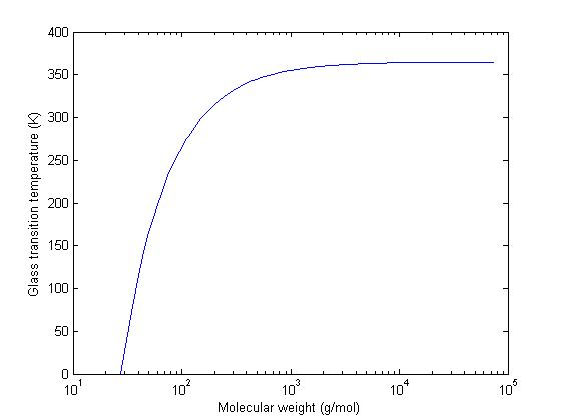
Curva di Flory-Fox, rappresentante la variazione della temperatura di transizione vetrosa con il peso molecolare.

La temperatura di transizione vetrosa, solitamente indicata col simbolo Tg, rappresenta il valore di temperatura al di sotto della quale un materiale amorfo si comporta da solido vetroso.

## Descrizione
La Tg rappresenta la temperatura al di sotto della quale sono congelati i movimenti di contorsione e rotazione di segmenti di molecole di circa 40-50 atomi, oltre ai movimenti traslazionali dell'intera molecola, e c'è energia sufficiente solo per le vibrazioni degli atomi intorno alle posizioni di equilibrio e per movimenti di pochi atomi appartenenti alla catena principale o di gruppi laterali. La temperatura di transizione vetrosa di un polimero dipende da ogni parametro che possa influire sulla mobilità di catena (gruppi sostituenti sulla catena principale, presenza di doppi legami nella catena principale) o sul volume libero (massa molecolare media).
Analizzando più in dettaglio il processo implicato, in pratica la temperatura di transizione vetrosa regola la transizione di fase del secondo ordine definita transizione vetrosa: fondendo una fase totalmente o parzialmente amorfa, esempi classici sono i vetri e le materie plastiche, è possibile effettuare un successivo sotto raffreddamento che condotto fino al valore di temperatura pari a Tg porta alla formazione di una struttura solida vetrosa.
In pratica, la temperatura di transizione vetrosa segna il confine tra lo stato amorfo vetroso e lo stato amorfo gommoso, liquido molto rigido e caratterizzato da elevata viscosità. La transizione vetrosa non è una transizione termodinamica, bensì cinetica, alla quale non corrisponde alcun cambiamento nella disposizione degli atomi/molecole nello spazio, come invece avviene nel passaggio di stato da solido cristallino a liquido. Mentre le sostanze vetrose inorganiche o minerali, come la silice, possiedono un determinato valore di Tg, i polimeri termoplastici possono possedere un'ulteriore Tg a valore di temperatura inferiore e al disotto della quale diventano rigidi e fragili assumendo facile tendenza a frantumarsi. Inoltre a valori di temperatura maggiori di Tg tali polimeri possiedono elasticità e capacità di subire deformazioni plastiche senza andare incontro a fratture, caratteristica questa che viene sfruttata in ambito tecnologico.
I valori di transizione vetrosa ai quali si fa comunemente riferimento sono in realtà dei valori medi, dipendendo da questa grandezza il gradiente di temperatura con il quale viene effettuato il raffreddamento e per i polimeri anche dalla distribuzione dei pesi molecolari medi, e dal grado di cristallinità. Inoltre la eventuale presenza di additivi è anch'essa in grado di influenzare la Tg.
Alcune sostanze pure dal basso peso molecolare possono possedere anche loro un determinato valore di temperatura di transizione vetrosa al disotto della quale possiedono struttura amorfa. Ad esempio l'H2O possiede Tg = -173 °C e per rapido raffreddamento dell'acqua liquida, in modo da impedire l'organizzazione in strutture cristalline ordinate, fino a un valore pari alla Tg si ottiene il ghiaccio amorfo.
Comuni metodiche utilizzate per la determinazione della temperatura di transizione vetrosa sono la calorimetria differenziale a scansione (DSC) e l'analisi meccanica dinamica (DMA).

## Alcuni valori di temperatura di transizione vetrosa
| Materiale                       | Tg (°C)                   |
| ------------------------------- | ------------------------- |
| Polietilene (LDPE)              | −125 (è citata anche −30) |
| Polipropilene (atattico)        | −20                       |
| Acetato di polivinile (PVAc)    | 28                        |
| Polietilene tereftalato (PET)   | 79                        |
| Alcool polivinilico (PVA)       | 85                        |
| Cloruro di polivinile (PVC)     | 81                        |
| Polistirene                     | 95                        |
| Polipropilene (isotattico)      | 0                         |
| Polimetilmetacrilato (atattico) | 105                       |
| Policarbonato                   | 150                       |
| Tellurite                       | 279                       |
| Fluoroalluminato                | 400                       |
| Silice                          | 1175                      |